# Six Jours de Herning
Les Six Jours de Herning (Herning 6 dagesløb en danois) sont une course cycliste de six jours disputée à Herning au Danemark. 
Les premiers Six Jours de Herning sont disputés en 1974 et sont remportés par Léo Duyndam et Ole Ritter. Quatorze éditions ont lieu : 10 de 1974 à 1983 et 4 de 1995 à 1998. Gert Frank y détient le record de victoires avec 5 succès.

## Palmarès
| Année   | Vainqueur                                 | Deuxième                       | Troisième                            |
| ------- | ----------------------------------------- | ------------------------------ | ------------------------------------ |
| 1974    | Leo Duyndam Ole Ritter                    | Klaus Bugdahl Dieter Kemper    | Ferdinand Bracke Julien Stevens      |
| 1975    | Leo Duyndam Ole Ritter                    | Klaus Bugdahl Wolfgang Schulze | Graeme Gilmore Dieter Kemper         |
| 1976    | Albert Fritz Wilfried Peffgen             | Donald Allan Danny Clark       | Gert Frank Ole Ritter                |
| 1977    | Gert Frank René Pijnen                    | Donald Allan Danny Clark       | Patrick Sercu Ole Ritter             |
| 1978    | Donald Allan Danny Clark                  | Gert Frank René Pijnen         | Patrick Sercu Niels Fredborg         |
| 1979    | Gert Frank René Pijnen                    | Donald Allan Danny Clark       | Wilfried Peffgen Kim Gunnar Svendsen |
| 1980    | Gert Frank Patrick Sercu                  | Donald Allan Danny Clark       | Horst Schütz Roman Hermann           |
| 1981    | Gert Frank Modèle:DENd Hans-Henrik Ørsted | Donald Allan Danny Clark       | Wilfried Peffgen Kim Gunnar Svendsen |
| 1982    | Donald Allan Danny Clark                  | René Pijnen Patrick Sercu      | Gert Frank Hans-Henrik Ørsted        |
| 1983    | Gert Frank Hans-Henrik Ørsted             | Jørgen Marcussen René Pijnen   | Josef Kristen Henry Rinklin          |
| 1984-94 | Non-disputés                              |                                |                                      |
| 1995    | Jimmi Madsen Jens Veggerby                | Urs Freuler Bjarne Riis        | Kurt Betschart Bruno Risi            |
| 1996    | Silvio Martinello Bjarne Riis             | Jimmi Madsen Jens Veggerby     | Danny Clark Michael Sandstød         |
| 1997    | Jimmi Madsen Jens Veggerby                | Kurt Betschart Bruno Risi      | Silvio Martinello Bjarne Riis        |
| 1998    | Kurt Betschart Bruno Risi                 | Jimmi Madsen Rolf Sørensen     | Silvio Martinello Jesper Skibby      |